# Левицкий, Георгий Леонидович
Георгий Леонидович Левицкий (02.09.1917—29.12.1965) — помощник командира взвода пешей разведки 156-го гвардейского Полоцкого ордена Кутузова стрелкового полка (51-я гвардейская стрелковая Витебская ордена Ленина Краснознамённая дивизия имени К. Е. Ворошилова, 23-й гвардейский стрелковый корпус, 1-й Прибалтийский фронт), гвардии старшина, участник Великой Отечественной войны, кавалер ордена Славы трёх степеней.

## Биография
Родился 2 сентября 1917 года в городе Владивосток в семье служащего. Русский. Окончил 8 классов. Работал слесарем на шахте в городе Артём Приморского края.
С 1939 по 1940 год проходил действительную срочную службу в Красной Армии. Повторно призван в 1942 году. В действующей армии с 7 января 1943 года. Воевал на Калининском, 2-м и 1-м Прибалтийских и Ленинградском фронтах. Принимал участие в Смоленской, Витебско-Оршанской, Полоцкой, Шяуляйской и Мемельской наступательных операциях, блокаде курляндской группировки немецких войск. В боях трижды был ранен.
В ходе Смоленской наступательной операции старшина 2-го дивизиона 249-го миномётного полка (25-я миномётная бригада 21-й артиллерийской дивизии) старшина Г. Л. Левицкий 4 сентября 1943 года под артиллерийским обстрелом и бомбёжкой противника доставил продукты для дивизиона, обеспечив батарейным кухням возможность приготовить горячую пищу для бойцов. Приказом командира полка награждён медалью «За боевые заслуги».
6 января 1944 года был ранен. После излечения в госпитале командир отделения взвода пешей разведки 156-го гвардии стрелкового полка (51-я гвардейская стрелковая дивизия, 6-я гвардейская армия, 1-й Прибалтийский фронт) гвардии старшина Левицкий в ночь на 30 августа 1944 года в районе населённого пункта Стельмани-Мэцеди (около 40 км северо-западнее города Шяуляй, Литва) вместе с подчинёнными ворвался во вражескую траншею, уничтожил пулемётчика и пленил 1 солдата. Командиром полка Г. Л. Левицкий был представлен к награждению орденом Красного Знамени.
Приказом командира 51-й гвардейской стрелковой Витебской ордена Ленина Краснознаменной дивизии от 9 сентября 1944 года гвардии старшина Левицкий Георгий Леонидович награждён орденом Славы 3-й степени.
В ходе подготовки наступательной операции на Мемельском направлении 5 октября 1944 года в районе деревни Рексчай ныне Шяуляйского уезда (Литва) разведывательная группа во главе с Левицким Г. Л. проникла в тыл противника и разгромила штаб пехотного батальона, захватив документы, 2 ручных пулемёта, 3 радиостанции и 17 винтовок. На обратном пути разведчики уничтожили немецкий секрет в количестве 5 солдат. Лично Г. Л. Левицкий в ходе выполнения боевого задания уничтожил 4 солдат противника.
Приказом командующего 6-й гвардейской армией от 31 октября 1944 года гвардии старшина Левицкий Георгий Леонидович награждён орденом Славы 2-й степени.
В ночь на 7 января 1945 года разведывательная группа во главе с Г. Л. Левицким в районе деревни Кална-Стэпини ныне Приекульского края (Латвия) скрытно подобравшись к позиции противника, метнул гранату и вместе с двумя разведчиками ворвался в траншею. В результате боевого столкновения была уничтожена пулемётная точка и несколько немецких солдат. Захватив контрольного пленного, группа без потерь вернулась в расположение полка.
Указом Президиума Верховного Совета СССР от 24 марта 1945 года за образцовое выполнение боевых заданий командования на фронте борьбы с немецкими захватчиками и проявленные при этом доблесть и мужество гвардии старшина Левицкий Георгий Леонидович награждён орденом Славы 1-й степени.
Демобилизовался в 1946 году в г. Риге, женился на Вере Ивановне Потаповой. Родился сын Николай. В 1948 году семья перебралась на Дальний Восток в город Артём. Работал инкассатором, возил из Владивостока шахтёрские зарплаты. Был начальником инкассаторской группы. Пользовался большим уважением сослуживцев и горожан. Ушёл из жизни в 1965 году после тяжёлой и продолжительной болезни.

## Награды
- Полный кавалер ордена Славы:
  - орден Славы I степени (24.03.1945)[4];
  - орден Славы II степени (31.10.1944)[5];
  - орден Славы III степени (09.09.1944)[6];
- медали, в том числе:
  - «За отвагу» (29.9.1944)[7]
  - «За боевые заслуги» (02.10.1943)[8]

- - «За победу над Германией в Великой Отечественной войне 1941—1945 гг.» (9 мая 1945[9])[10]
  - «20 лет Победы в Великой Отечественной войне 1941—1945 гг.» (7 мая 1965[11])

- - «50 лет Вооружённых Сил СССР» (26 декабря 1967[12])

## Память
- На могиле установлен надгробный памятник.
- Его имя увековечено в Главном Храме Вооружённых сил России, и навсегда запечатлено на мемориале «Дорога памяти»[13].
- Именем Г. Л. Левицкого названа улица в городе Артём.
- Именем Г. Л. Левицкого названа школа в городе Артём.